# 杜爾伯特部 (博爾濟吉特氏)
杜尔伯特部（穆麟德轉寫：durbet aiman）又译都尔伯特，博尔济吉特氏，是明代、清朝蒙古部落。“杜尔伯特”是蒙古语中“四”的复数（“特”为复数词缀）。早期蒙古历史上朵儿边部名称与其类似，中古时汉译为“多尔边”、“朵鲁班”（意思是“四”的单数）等，但二者没有关联。
与厄鲁特蒙古杜尔伯特部同名异部。而同属合撒儿后裔的四子部落与其来历不同。
成吉思汗长弟拙赤合撒儿16世孙爱纳噶（曾祖父图美尼雅哈齐、祖父奎蒙克塔斯哈喇、博第达喇第四子）统领部落时，因爱纳噶是其父的第四个儿子，所部号称杜尔伯特。后金天命十一年（1626年），爱纳噶子阿都齐随同科尔沁部首领奥巴归附努尔哈赤。清顺治五年（1648年）编杜尔伯特为一扎萨克旗，属科尔沁右翼，归于哲里木盟。今黑龙江省有杜尔伯特蒙古族自治县。